# Мирина ТВ ступица
„Мирина ТВ ступица” је југословенска телевизијска серија снимљена 1970. године у продукцији Телевизије Београд.

## Епизоде
| Сезона | Епизода | Назив | Датум              |
| ------ | ------- | ----- | ------------------ |
| 1      | 1       | /     | 4. јануара 1970.   |
| 1      | 2       | /     | 18. јануара 1970.  |
| 1      | 3       | /     | 1. фебруара 1970.  |
| 1      | 4       | /     | 15. фебруара 1970. |
| 1      | 5       | /     | 28. фебруара 1970. |
| 1      | 6       | /     | 14. марта 1970.    |
| 1      | 7       | /     | 4. априла 1970.    |
| 1      | 8       | /     | 19. априла 1970.   |
| 1      | 9       | /     | 3. маја 1970.      |

## Улоге
| Глумац                 | Улога        |
| ---------------------- | ------------ |
| Мира Ступица           | (9 еп. 1970) |
| Војислав Воја Брајовић | (9 еп. 1970) |
| Бора Тодоровић         | (2 еп. 1970) |
| Тони Лауренчић         | (9 еп. 1970) |
| Цвијета Месић          | (9 еп. 1970) |
| Милутин Бутковић       | (1 еп. 1970) |
| Александра Ивановић    | (1 еп. 1970) |
| Предраг Ивановић       | (1 еп. 1970) |
| Ђорђе Јелисић          | (1 еп. 1970) |
| Влада Јовановић        | (1 еп. 1970) |
| Оливера Марковић       | (1 еп. 1970) |
| Добрила Матић          | (1 еп. 1970) |
| Павле Минчић           | (1 еп. 1970) |
| Драгана Поповић        | (1 еп. 1970) |
| Мира Траиловић         | (1 еп. 1970) |

Комплетна ТВ екипа ▼
| Редитељ              | Србољуб Станковић  | (9 еп. 1970)            |
| Сценариста           | Александар Антић   | (9 еп. 1970)            |
| Композитор           | Војислав Костић    | (9 еп. 1970)            |
| Директор фотографије | Славко Алексијевић | (непознат број епизода) |
| Директор фотографије | Братислав Грбић    | (непознат број епизода) |
| Директор фотографије | Мирослав Воркапић  | (непознат број епизода) |
| Костимограф          | Јелисавета Гобецки | (9 еп. 1970)            |